# دان أورباخ
دان أورباخ (بالإنجليزية: Dan Auerbach)‏ هو مغني وعازف قيثارة وموسيقي أمريكي، ولد في 14 مايو 1979 في آكرون في الولايات المتحدة.

## وصلات خارجية
- دان أورباخ على موقع IMDb (الإنجليزية)
- دان أورباخ على موقع روتن توميتوز (الإنجليزية)
- دان أورباخ على موقع ميوزك برينز (الإنجليزية)
- دان أورباخ على موقع رولينغ ستون (الإنجليزية)
- دان أورباخ على موقع أول ميوزيك (الإنجليزية)
- دان أورباخ على موقع ديسكوغز (الإنجليزية)
- دان أورباخ على موقع قاعدة بيانات الفيلم (الإنجليزية)